# Alfred Steinmetz
Alfred Steinmetz, född 26 maj 1831 i Hudiksvall, död 27 mars 1894 i Bollnäs, var en svensk präst och skolledare. Han ingick 1893 äktenskap med Eugenie Brummer.
Steinmetz blev student vid Uppsala universitet 1851, prästvigd 1854, tjänstgjorde såsom pastorsadjunkt i Rogsta och Järvsö socknar 1855–1857, blev överlärare vid gosskolan i Gävle 1857, kapellpredikant och skollärare i Järbo socken 1860, avlade pastoralexamen 1863 och blev rektor vid seminarium i Stockholm för bildande av folkskolelärarinnor 1865. Han var ledamot i kungliga kommittén för upprättande av normalritningar till bland annat seminariebyggnader 1866, blev kyrkoherde i Alfta församling 1867 och tjänstgörande extra ordinarie hovpredikant 1868. 
Steinmetz var från 1874 ledamot i Gävleborgs läns undervisningskommitté, avlade predikoprov till kyrkoherdebefattningen i Sankt Nicolai församling i Stockholm 1882, blev kyrkoherde i Bollnäs församling 1883 och kontraktsprost i Hälsinge västra nedre kontrakt 1883. Han var suppleant för Uppsala stifts prästerliga ombud vid kyrkomötet 1883, blev vice ordförande i direktionen för läroanstalten i Bollnäs för överåriga dövstumma 1884 och ordförande i styrelsen för Gävleborgs läns förenings dövstumskola i Bollnäs för minderåriga 1883. Han presiderade vid prästmötet i Uppsala 1885 med avhandlingen Om det kyrkliga embetet, prästerligt ombud för Uppsala stift vid kyrkomötet 1893. 
Steinmetz utgav bland annat läroböcker i biblisk historia för folkskolor och småskolor, vilka i olika upplagor utgick i sammanlagt omkring en miljon exemplar. Vidare utgav han bland annat en större handbok till bibliska historien och en karta till bibliska historien.